# Stabłowice
Stabłowice (dawne nazwy: Stabelwitz, Stalowice, Stebłoiwcy, Stebłowice Stare) – osiedle w zachodniej części Wrocławia, administracyjnie podzielone między osiedla Leśnica oraz Pracze Odrzańskie, będące w granicach miasta od 1928 roku.

## Historia Stabłowic
Dawna wieś, od roku 1253 (jako Steplowici) własność klasztoru św. Wincentego na Ołbinie, później dobra rycerskie (Rittergut), następnie mieszczańskie. Nazwa pochodzi prawdopodobnie od przezwiska Stebło, tzn. źdźbło lub słomka. W 1425 mowa jest o znajdującym się tu młynie z trzema kołami. Pod koniec XV wieku król Władysław II Jagiellończyk zezwolił na połączenie obu folwarków i wybudowanie umocnień wokół dworu. W 1653 roku doszło do tzw. krwawej łaźni w Stabłowicach (niem. Stabelwitzer Blutbad), w wyniku której kościół św. Andrzeja Apostoła powrócił do katolików. Był to efekt redukcji kościołów i odbił się głośnym echem na całym Śląsku.
W roku 1795 wspominane są m.in. kościół katolicki, młyn wodny, dom gorzelnika i browarnika. Wieś zamieszkiwało 297 osób, a w roku 1845 wieś liczyła 511 mieszkańców i 64 domy. W drugiej połowie wieku XIX szwajcarska rodzina Scholler wybudowano w północno-zachodniej części wsi przędzalnię czesankową, a potem zaczęło powstawać przyfabryczne osiedle. Przędzalnia powiązana była w późniejszym okresie z zakładami w Eitorf, od których ostatecznie odłączyła się w 1945 roku. Zakład działał do 1999, a jego budynki stoją po dziś dzień. W 1876 niedaleko przędzalni powstały zabudowania Fundacji Willerta, a przy obecnej ul. Głównej cegielnia.
Od końca XIX wieku zaczął się zmieniać wygląd wsi. Przy głównej drodze, obecnej ul. Stabłowickiej (ówczesnej Dorfstrasse, a potem Stabelwitzerstrasse), zabudowa zagrodowa została zastąpiona przez domy czynszowe. W okresie tym powstały też tzw. kolonie Stabłowic. Po włączeniu wsi w granice miasta Wrocławia część obszarów uprawnych sprzedano spółdzielniom mieszkaniowym, które w latach 30. XX wieku wybudowały tam nowe domy.
Zabudowa Stabłowic prawie nie ucierpiała w wyniku walk prowadzonych w lutym 1945 roku w tej części Wrocławia. Od lat 70. XX wieku następuje ciągła rozbudowa osiedla. W roku 1985 rozpoczęto budowę domu katechetycznego, a w 1988 budowę kościoła św. Andrzeja Apostoła. Z końcem XX w. zamknięto przędzalnię oraz cegielnię, którą zburzono, a na przełomie XX i XXI w. skanalizowano całe osiedle i wymieniono nawierzchnie ulic oraz chodników. W tym czasie zaczęły powstawać domy kilkupiętrowe. Obecnie prowadzone są prace budowlane przy kilku tego rodzaju obiektach. W roku 2011 na terenie osiedla rozpoczęła się budowa Nowego Szpitala Wojewódzkiego. Budowę ukończono w 2014 r., jednocześnie łącząc osiedle z ul. Kosmonautów nową ulicą Augusta E. Fieldorfa.

## Charakterystyczne obiekty
Nieistniejące
- Kościół św. Andrzeja Apostoła
- Zamek Buchholz – zamek wraz z folwarkiem. Niejednokrotnie popadał w ruinę i był odbudowywany. W połowie XIX w. przebudowany na modny, neogotycki pałac, a pobliski las przetworzono na park przyzamkowy. Ostatni właściciel H.Buchholz sprzedał zamek spółdzielni mieszkaniowej, która go rozebrała w 1939 r.[6]
- Rezydencja C.A. Lauterbacha – obiekt położony na środku dzisiejszego parku przy ul. Stabłowickiej. Był własnością znanego botanika niemieckiego, który zmarł w 1937 r. w Stabłowicach. Rezydencja wraz z okazałymi szklarniami nie przetrwały wydarzeń z 1945 r.[7]
- Altenhain (pol. Gajowa) – folwark w zach. części osiedla, gdzie dziś powstaje szpital.

Istniejące
- Szkoła Podstawowa nr 95 – budynek szkoły powstał w latach 30. XX w. w wyniku rozbudowy Stabłowic. W 1945 r. służył jako schron oraz szpital. Po II wojnie światowej mieściły się w tym obiekcie Liceum Wieczorowe, VI Liceum Ogólnokształcące oraz Szkoła Podstawowa nr 95 im. Jarosława Iwaszkiewicza.
- Kościół św. Andrzeja Apostoła
- Przędzalnia